# Ma (kana)
ま în hiragana sau マ în katakana, (romanizat ca ma) este un kana în limba japoneză care reprezintă o moră. Caracterul hiragana este scris cu trei linii, iar caracterul katakana cu două linii. Kana ま și マ reprezintă sunetul pronunție în japoneză [ma].
Originea caracterelor ま și マ este caracterul kanji 末.

## Forme
| Formă                                   | Rōmaji      | Hiragana        | Katakana        |
| --------------------------------------- | ----------- | --------------- | --------------- |
| Fără semne diacritice: m- (ま行 ma-gyō) | ma          | ま              | マ              |
| Fără semne diacritice: m- (ま行 ma-gyō) | maa mā, mah | まあ, まぁ まー | マア, マァ マー |

## Ordinea corectă de scriere
|                                      |
| Ordinea corectă de scriere pentru ま |

|                                      |
| Ordinea corectă de scriere pentru マ |

## Alte metode de scriere
- Braille:

| ・－ －・ ・・ |

- Codul Morse: －・・－